# 박겸수
박겸수(朴謙洙, 1959년 10월 26일 ~ )는 대한민국의 정치인이다. 제7·8·9대 서울특별시 강북구청장이다. 본관은 순천이고, 광주광역시 출신이다.

## 생애
2010년 제5대 지방선거에서 서울특별시 강북구청장으로 당선되어 재직했으며 2014년 재선에 성공, 연임중이다. 종교는 천주교이며 세례명은 요한 사도이다.

## 약력
- 조선대학교 정치외교학과 학사
- 1987년: 제13대 대통령 선거 평화민주당 김대중 대통령 후보 선거대책본부 경리부장, 문교사회부장, 조직부장
- 1988년~1991년: 평화민주당 문공부장
- 1991년: 신민주연합당 조직부장
- 1991년~1992년: 민주당 조직부장
- 1992년~1995년: 김원길 국회의원 정책특별보좌역
- 1992년: 제14대 대통령 선거 민주당 김대중 대통령 후보 선거대책본부 조직국 부국장
- 1995년 7월 ~ 2002년 6월: 제4·5대 서울시의원, 서울시의회 교통위원장
- 1996년~2000년: 새정치국민회의 서울특별시 지부 강북구 갑 지구당 부위원장
- 1997년: 제15대 대통령 선거 새정치국민회의 김대중 대통령 후보 서울특별시 지부 강북구 갑 선거대책부본부장
- 걷고싶은 서울만들기 운동본부 공동대표
- 2000년~2004년: 새천년민주당 서울특별시 지부 강북구 갑 지구당 부위원장
- 2002년: 제16대 대통령 선거 새천년민주당 노무현 대통령 후보 서울특별시 지부 강북구 갑 선거대책위원장
- 2004년: 새천년민주당 서울특별시 지부 강북구 갑 지구당위원장
- 민주당 중앙당 기획조정위원장
- 서울시 친환경 무상급식 추진운동본부 민주당 강북갑 추진본부장
- 민주당 서울특별시당 공교육정상화특별위원회 위원장
- 국회환경포럼 정책자문위원회 자문위원
- 사단법인 민주화추진협의회 이사
- 사단법인 다산(정약용)연구소 기획위원
- 2010년 7월~2014년 6월 : 제7대 서울특별시 강북구청장(민선 5기, 민주당→민주통합당→민주당→새정치민주연합, 초선)
- 2014년 7월~2018년 6월: 제8대 서울특별시 강북구청장(민선 6기, 새정치민주연합→더불어민주당, 재선)
- 2018년 7월~2022년 6월: 제9대 서울특별시 강북구청장(민선 7기, 더불어민주당, 3선)

## 역대 선거 결과
|  | 46.92% |

|  | 52.08% |

|  | 36.77% |

|  | 13.97% |

|  | 59.31% |

|  | 52.34% |

|  | 64.57% |

## 소속 정당
| 소속 정당 | 소속 정당      | 소속 기간 | 비고           |
| --------- | -------------- | --------- | -------------- |
|           | 평화민주당     | 1987~1991 | 창당 정계 입문 |
|           | 신민주연합당   | 1991      | 당명 변경      |
|           | 민주당         | 1991~1995 | 합당           |
|           | 무소속         | 1995      | 탈당           |
|           | 새정치국민회의 | 1995~2000 | 창당           |
|           | 새천년민주당   | 2000~2005 | 합당           |
|           | 민주당         | 2005~2007 | 당명 변경      |
|           | 중도통합민주당 | 2007      | 합당           |
|           | 민주당         | 2007~2008 | 당명 변경      |
|           | 통합민주당     | 2008      | 합당           |
|           | 민주당         | 2008~2011 | 당명 변경      |
|           | 민주통합당     | 2011~2013 | 합당           |
|           | 민주당         | 2013~2014 | 당명 변경      |
|           | 새정치민주연합 | 2014~2015 | 합당           |
|           | 더불어민주당   | 2015~현재 | 당명 변경      |